# Szilágyi Erzsébet (kormányzóné)
Horogszegi Szilágyi Erzsébet (1410 – 1484 körül) Hunyadi János magyar kormányzó felesége, Hunyadi László horvát bán és I. Mátyás magyar király anyja, Szilágyi Mihály kormányzó testvére.

## Származása, családja
Szilágyi Erzsébet a tekintélyes szilágysági Szilágyi családból származott. Apja Szilágyi Bernolt László (a Bernolt nevet később már nem használta), anyja Bellyéni (vagy Bellyei) Katalin volt. Szilágyi László 1403-ban tűnt fel mint Maróti János macsói bán familiárisa. Urával együtt Zsigmond magyar király oldalára állt Nápolyi László ellenkirály ellenében, ezután Zsigmond Bodrog vármegyei birtokokat adományozott neki. Ezekben a birtokaiban „osztályos atyafiaknak” fogadta öt fivérét, meg egy unokatestvérét is. Ők később nem játszottak politikai szerepet. Szilágyi László a korban szokásos köznemesi pályát futotta be, familiárisi szolgálat révén emelkedett az előkelőbb nemesek sorába.
Szilágyi László 1405–1408 között a délszláv etnikai hovatartozású (Vojk-) Keresztúri Garázda Miklóssal együtt szreberniki várnagy volt. Az együtt katonáskodó és nyilván jó barátságban levő Szilágyi és Garázda közösen kapott birtokokat például 1407-ben az erdélyi Doboka és Fehér megyékben. 1408-ban Zsigmond a Temes vármegyei horogszegi uradalmat adományozza nekik, majd 1408-ban közös címert is kaptak. (Zsigmond gyakran adományozott közös címert nem rokon személyeknek.) Garázda Miklós ekkor mecsenicei nemesi előnévvel szerepelt az oklevélben. A Vojk nembeli szlavóniai eredetű Garázdák tekintélyes birtokosok voltak Szlavóniában Vojkkeresztúr (később Garazdinckeresztúr) és Mecsenice környékén. Rokonuk volt Vitéz János is. Később Horogszeg, amiből a Szilágyiak előneve lett, már egyedül ezé a családé.
Szilágyi Erzsébet anyja, Bellyéni Katalin a Szilágyi Lászlóéhoz hasonlóan tekintélyes Bodrog megyei nemesi családba született. Minden bizonnyal Szilágyi László bodrogi birtokszerzése kapcsán házasodtak össze. Legelső gyermekük 
Erzsébet lehetett, Hunyadi János leendő felesége. A három fiútestvér közül Osvát volt a legidősebb, akit 1446-ban sógora, Hunyadi János szolgálatában a kormányzó temesi alispánjaként említenek a források. Az ő egyik lánya, Horogszegi Szilágyi Margit a tekintélyes arisztokrata, Maróti Mátyus felesége lett, aki előbb a királyi főlovászmester (1467–1469), majd a macsói bán (1469–1476) tisztét töltötte be.

## Élete
Szilágyi Erzsébet életének epizódjait számtalan ellentmondó forrás közölte, többek között Petthő Gergely, Heltai Gáspár és Antonio Bonfini is. 
Annak utána Hunyadon egy igen szép várat építe. És az Gerébek nemzetségéből hoza feleséget magának, az Erzsébet asszont, az nagy Szilágy Mihálynak ides szép húgát. Abból kedig két fiat nemze. Hunyadon szülé az Erzsébet asszony a nagyobbikat, az Hunyadi Lászlót, ki annak utána az uraknak árultatásából Budán méltatlan és kegyetlenül elvesze, amint annak utána megmondjuk. Egynyíhány esztendő múlva úgy szülé a küsebbiket, az Mátyást, ki annak utána felséges, sőt legfelségesb magyari király lőn. Szülé kedig ezt a Mátyást Kolosvárott Erdélben, mikoron írnának Krisztus urunknak születése után 1443. bőjt második havának huszonhetedik napján, reggel három órakort. Mert az Erzsébet asszony akkor Kolosvárott szállott vala, jövén Szilágyból, egy szőlőműves kazdag embernél, ki lakik vala az Óvárba, egyenest arcól, mikoron bemennek az Óvárban, egy kőházban. És az ember szász vala. Annál marada szálláson az Erzsébet asszony a szülésnek utána egynyíhány esztendeig. És ott vitték a fiát, Mátyást, legelőször is az oskolába. Hogy annak utána magyari királlyá lőn Mátyás, nagyon megajándékozá a gazdát, és jeles szabadsággal meglátogatá. 

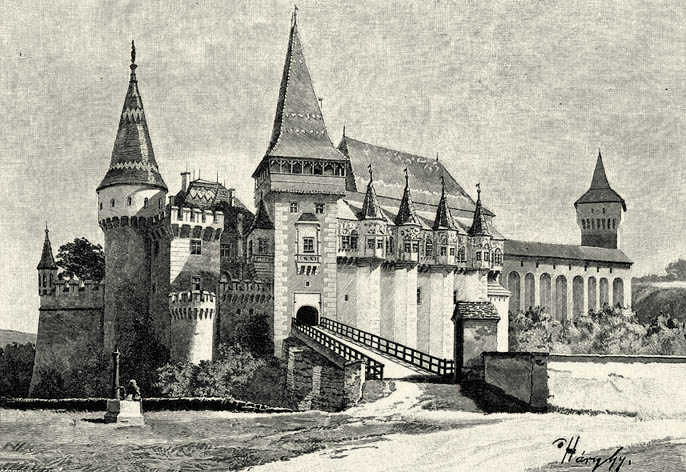
A vajdahunyadi vár, Hunyadi János kormányzósága alatt a várban élt felesége, Szilágyi Erzsébet

A horogszegi Szilágyi család címere

Történelmi szerepe azzal a jelenettel kezdődött, amikor megeskettette V. László királyt, hogy fiainak nem lesz bántódásuk Cillei Ulrik meggyilkoltatása miatt. Ismeretes, hogy a király ezen esküjét, amit tőle anyaként erőszakkal kicsikartatott, amint a Hunyadi-ház ellenségei közé juthatott, azonnal megszegte, Hunyadi Lászlót lefejeztette, Mátyást foglyul ejtette. Ekkor tűnt ki, mennyire egyezik Szilágyi Erzsébet vére és cselekvésmódja Szilágyi Mihályéval. Valódi reneszánsz amazon volt, akit kortársai méltán neveztek „hős asszonynak” (mulier heroica). Családja veszedelmén nem asszonysírással, hanem pénzzel és fegyveres erővel igyekezett segíteni. A király már 1457-ben annyira megrettent tőle, hogy mindenáron egyezkedni akart vele, de a két ízben megismételt kísérlet nem sikerült, és a király még azon év novemberében meghalt, Erzsébet asszony pedig minden erejét megfeszítette, hogy fiát a trónra emelhesse. A Hunyadi-ház hatalmas vagyonának birtokában, pazarul szórta a pénzt a választás előkészítésére. Ulisis, a milánói fejedelem követe a császári udvar tudtára adja e célra tett költekezéseit, amelyekről Bonfini is megemlékezik. A pénzt a főrendek közt bátyja, Mihály osztotta szét, és ugyanő szedte össze a fegyveres erőt, amelynek meghatározó szerep volt szánva. Egyidejűleg Erzsébet Podjebrád György cseh kormányzónak 40 000 aranyat ígért Mátyás szabadon bocsátásáért. 
Még Mátyás életében egyszer jelen voltam Bécsben egy vitán, mely a mágiáról folyt. Emlékszem, Mátyás elmondotta, fogsága alatt annyira aggódott érte anyja, hogy olyan futárt kerített, ki hat óra alatt megtette az utat Magyarországból őhozzá, Prágába, s ugyanannyi idő alatt visszatérve, meghozta levélben a választ. Azt hitték a futárról, hogy gonosz szellemek segítségével utazott a légen át.
Ilyen előkészületek után érte el célját Mátyás megválasztásával, akinek hazafelé jöttében a magyar határon fekvő Strassnitz morva városig elébement és ott a maga pecsétjével is megerősítette azt az okiratot, amelyben Mátyás kötelezte magát Podjebrád leányának, Katalinnak nőül vételére. A boldog anyát a pápa is sietett üdvözölni.
Ettől fogva fiától és mindenkitől megbecsülve élt nyugodtan, birtokait igazgatva, többnyire Óbudán. Eredeti iratainak, rendeleteinek, utasításainak egész halmazát őrzi az Magyar Nemzeti Levéltár. Szeretettel foglalkozott Vajdahunyad, a 16. századból fennmaradt, ezen legnagyszerűbb világi épületünk fölépítésével. A várpalota jelentékeny része abban az időben épült, amikor ő volt Hunyad várának birtokosa. Mint korának igazi gyermeke, nem mulasztotta el kegyes cselekedetekkel kimutatni vallásos érzületét. 1465-ben kolostort építtetett Vajdahunyadon a ferencesek számára, 1477-ben az óbudai várkápolnának adományozta Szentetornya békésvármegyei népes helységet. 1473. augusztus 8-án Óbudáról írt levelében arra kérte a pápát, hogy Kapisztrán Jánost, férjének lánglelkű és szent életű bajtársát sorolja a szentek közé. 1483-ban kelt végrendeletében minden vagyonát, köztük Solymár várát is, unokájára Corvin Jánosra hagyta, aki így az ország első birtokosává válhatott, 30 vár, 49 mezőváros, 17 várkastély és mintegy ezer falu tulajdonosává. Corvin János birtokosa lett a Hunyadiak hatalmas kiterjedésű debreceni uradalmának is, amely 1461-től volt Szilágyi Erzsébet tulajdonában. Mátyás király 1484. november 11-én kiadott adománylevelével megerősítette fiát ezekben a birtokokban.
Szilágyi Erzsébet Kaprinai István jezsuita történész szerint 1484 körül halt meg, Salamon Ferenc történész szerint valószínű, hogy már 1483. április 25-én sem volt az élők sorában. A C. Tóth Norbert szerint összegyűjtött okleveles adatok alapján 1483. december 18-án még az élők sorában volt, ám ezt követően elveszítette cselekvőképességét, és valamikor 1484. június második felében hunyt el.

## Megbecsültsége

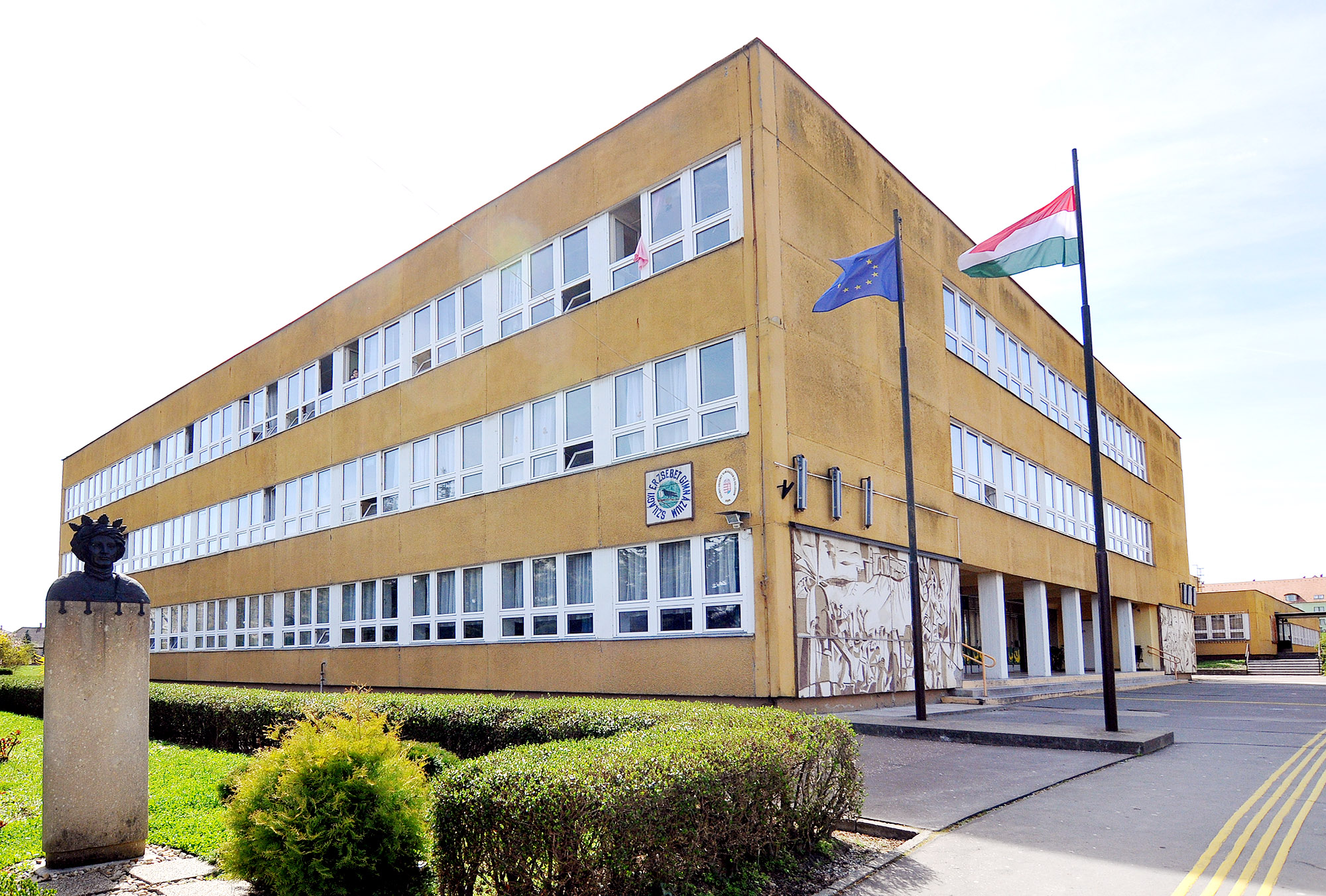
Szilágyi Erzsébet mellszobra az egri Szilágyi Erzsébet Gimnázium épülete előtt

Nagyon jellemző, hogy Mátyás udvarának számos tudósa és poétája, akik versenyeztek Beatrixnak, Mátyás király nejének magasztalásában, a király anyjáról tudomást sem vesznek és Hunyadi János özvegye, Mátyás király anyja meghalhatott úgy, hogy még halála évét sem jegyezték fel. Tatán hunyt el, a ferences kolostor ispotályában. (Ez ma Tatán a Kapucinus-templom, amely az Országgyűlés téren áll.) Antonio Bonfini történetíró is csak annyit ír róla, hogy a székesfehérvári főtemplom azon bástyaszerű sírboltjába temették, amelyet Mátyás király a szülei, testvére és a maga számára építtetett. Erzsébetet fia gyakran a „Magyarország királynéja” címmel tisztelte meg és sűrűn adományozott neki birtokokat, de amellett nemegyszer vette igénybe anyagi támogatását is. Amikor 1470-ben nagy hadikiadásai voltak, tőle is megkívánta, hogy 100 dénárból álló arany forintot fizessen minden portája után.

## Emlékezete

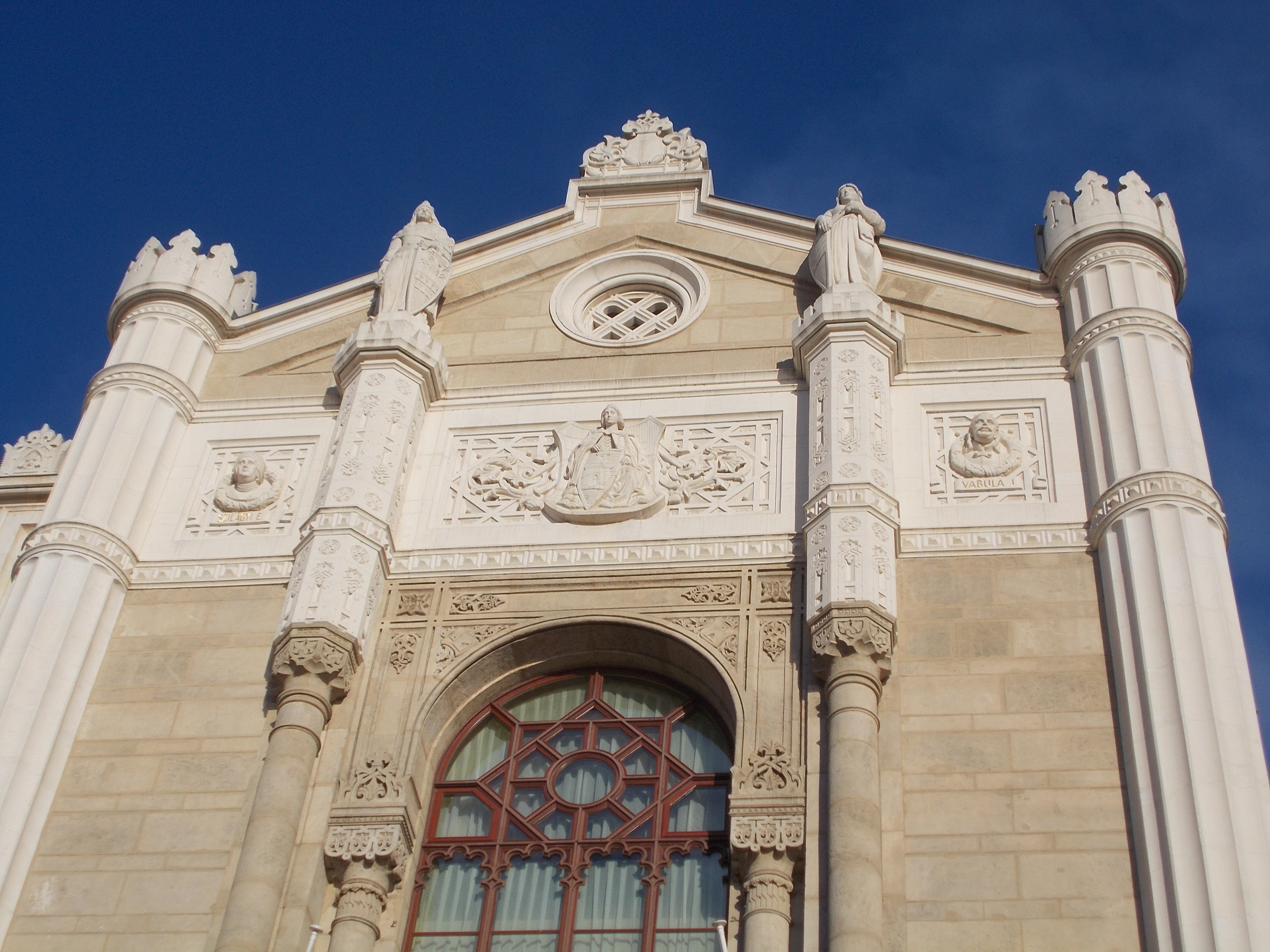
A Pesti Vigadó 14 külső domborműve Marschalkó János alkotása, közöttük szerepel Szilágyi Erzsébet és Vabula vagy Vatula Jakab arcmása a főhomlokzaton

Szilágyi Erzsébetről hiteles korabeli ábrázolás nem maradt fenn. Teleki József a Hunyadiak kora XII. kötetében közreadott egy acélmetszetet Szilágyi Erzsébet arcképe gyanánt (Szilágyi Erzsébet aczélmetszetű képével). A nagyra becsült tudományos mű illusztrációja hosszú időre elfogadottá tette ezt az ábrázolást, azonban ez a kép nem Szilágyi Erzsébetet (a nőt), hanem Szent Oszvaldot (a férfit) ábrázolja. 
Az eredeti olajkép először 1846-ban került a közönség elé, az orvosok és természettudósok kassa–eperjesi vándorgyűlésén. Pulszky Ferenc akkor, a képen ábrázolt, csőrében gyűrűt tartó hollótól, mintegy a Hunyadiak címerétől félrevezetve, a vándorgyűlés évkönyvében kijelentette, hogy ez a kép Szilágyi Erzsébetet ábrázolja. Később, amikor 1882-ben a gömör vármegyei művészeti és régészeti kiállításon ismét szemügyre vehette az Andrássy Dénes gróf által kiállított képet, rájött tévedésére, mert Mátyás anyját a korona és a jogar nem illette meg és a kettős aranyvonal, amely nimbusz (glória) gyanánt veszi körül a fejet, és a kezében tartott pálmaág kétségtelenné teszik, hogy az angolszász szentnek, nem pedig egy világi személynek a képéről van szó. Sőt az is nyilvánvaló, hogy ez nem is női-, hanem férfiarckép, amit a kaftán csukódása is alátámaszt. A tévedésnek az lehet a magyarázata, hogy a fekete fátyoldíszt, amely turbánként fedi el a hajat és a fűzőt a 15. században szokásos asszonyi viseletnek vélték. Így történhetett meg, hogy Jacopo de’ Barbari festő művét, Szent Oszvald angolszász király arcképét, Pulszky Ferenc és őt követve Teleki József gróf is és a mai napig sok forrásmű is Mátyás király anyjának a korabeli ábrázolásaként mutatott be. 
De’ Barbari képe követi azt az ikonográfiai hagyományt, hogy northumbriai Szent Oszvaldot hollóval szokás ábrázolni, mert az angolszász szent legendájában szelíd holló is szerepel, amellyel gyűrűt küld a távoli országban élő pogány menyasszonyának. A holló a királylánytól visszajövet a gyűrűt elveszti, tengerbe ejti, egy hal azonban felhozza, és így a madár tovább viheti azt Oszvaldnak.
Szilágyi Erzsébetről írta Arany János Mátyás anyja című balladáját.
S ahol jön,

Ahol jön

Egy fekete holló;

Hunyadi

Paizsán

Ül ahhoz hasonló.
A budapesti Szilágyi Erzsébet Gimnázium 1922 óta, az Egri Szilágyi Erzsébet Gimnázium és Kollégium pedig az 1950-es évektől viseli nevét.
Ugron Zsolna 2016-ban megjelent, Hollóasszony című kisregényének ő a címszereplője.

## Leszármazottai
- Férjétől, Hunyadi János (1407 körül–1456) magyar kormányzótól, két fiú:
  - László (1431[26]–1457) horvát-dalmát bán és Temes vármegye főispánja, nem nősült meg, gyermekei nem születtek
  - Mátyás (1443–1490) I. Mátyás néven magyar és cseh király, első feleségétől Podjebrád Katalin (1449–1464) cseh királyi hercegnőtől egy fiú, második feleségétől, Aragóniai Beatrix (1457–1508) nápolyi királyi hercegnőtől nem születtek gyermekei, és egy házasságon kívül született fiú:
    - (1. házasságából): Hunyadi N. (fiú) (Buda, 1464. február – Buda, 1464. február) magyar királyi herceg és trónörökös
    - (Házasságon kívüli kapcsolatából Edelpeck Borbála úrnőtől): Corvin János (1473–1504) herceg, magyar trónörökös, trónkövetelő, horvát–szlavón bán, felesége Frangepán Beatrix[27] (1480–1510), V. Alfonz aragón és nápolyi királynak, Aragóniai Beatrix magyar királyné nagyapjának a dédunokája, három gyermek:
      - Corvin Erzsébet (1496–1508)
      - Corvin Kristóf (1499–1505)
      - Corvin Mátyás (1504–1505), utószülött, apja halála után jött a világra, de még csecsemőkorában, bátyja előtt meghalt.[28]